# Refugio Arira-í
El refugio privado de Vida Silvestre Arira-í es un área natural protegida ubicada en cercanías de la localidad de Comandante Andresito, en el departamento General Manuel Belgrano, en el norte de la provincia de Misiones, en la mesopotamia argentina.

Abarca una superficie de unas 180 ha de jurisdicción privada administradas y gestionadas por la Fundación Vida Silvestre Argentina desde el año 2004.
El refugio está ubicado sobre la península Andresito, aproximadamente en torno a la posición 25°32′S 54°06′O / -25.533, -54.100. El río Iguazú lo separa de los parques nacionales Iguazú y do Iguaçu.
Desde el punto de vista fitogeográfico corresponde a la ecorregión selva paraneense, con la tipología de selva mixta palo rosa y palmito.
El refugio toma su nombre de la especie conocida como arira-í o lobo gargantilla, una especie particularmente amenazada de la Argentina.

## Flora
La cobertura vegetal del refugio está caracterizada como selva mixta de palmito (Euterpe edulis) palo rosa (Aspidosperma  polyneuron), especies que alternan en distintos estratos altitudinales con ejemplares de laurel negro (Nectandra megapotamica), aguaí (Chrysophyllum gonocarpum), guatambú (Balfourodendron riedelianum), anchico (Parapiptadenia rigida), rabo itá (Lonchocarpus campestris), carayá bola (Guarea kunthiana) y cancharana (Cabralea canjerana).

La presencia de un nivel compuesto por los laureles (Ocotea  diospyirifolia) y (Nectandra megapotamica) y el loro blanco (Bastardiopsis densiflora) genera una cobertura discontinua que permite el paso de la luz, elemento imprescindible para el desarrollo de las especies del nivel inferior como la tala trepadora (Celtis iguanaea).

## Fauna

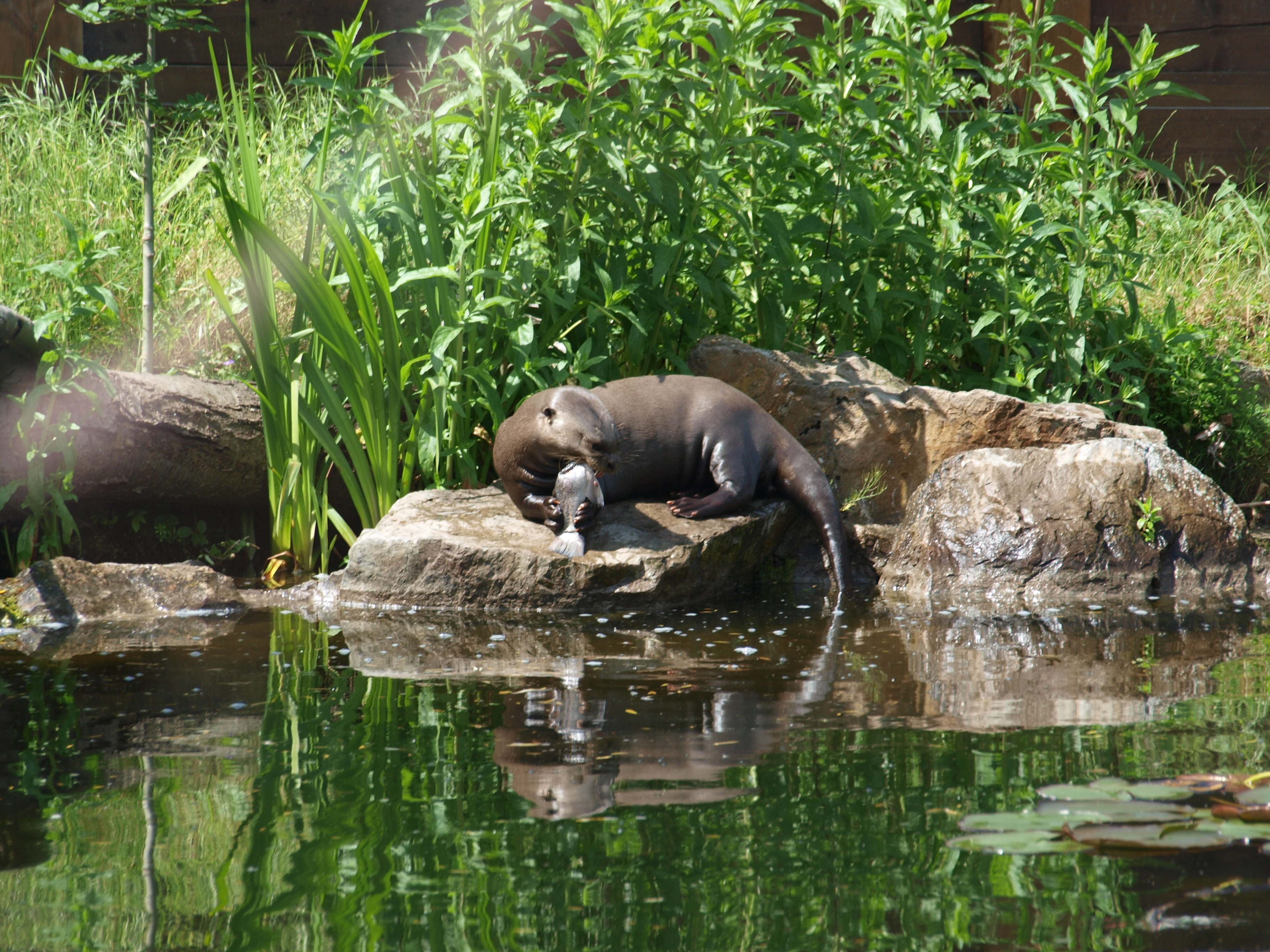
Ariraí (Pteronura brasiliensis). Especie de nutria gigante de la que toma su nombre el refugio.

En el refugio se ha registrado la presencia de ejemplares de yaguareté (Panthera onca), ocelote (Leopardus pardalis), corzuela roja (Mazama americana), carpincho (Hydrochaeris hydrochaeris), agutí (Dasyprocta azarae), zorro de monte (Cerdocyon thous) y pecarí de collar (Pecari tajacu).

En el año 1988 se observó frente a la costa del refugio un ejemplar de nutria gigante o ariraí (Pteronura brasiliensis). Este fue el último registro efectuado acerca de la presencia de esta especie fuertemente perseguida.
Las aves están ampliamente representadas. En la zona conocida como península Andresito, lugar de emplazamiento del refugio, se han registrado ejemplares de tataupá común (Crypturellus tataupa), colorada (Rhynchotus rufescens), jote cabeza negra (Coragyps atratus), milano tijereta (Elanoides forficatus), milano plomizo (Ictinia plumbea) y taguató común (Rupornis magnirostris). 

Los tanguarás común (Euphonia chlorotica), alcalde (Euphonia pectoralis) y bonito (Chlorophonia cyanea); el arañero cara negra (Geothlypis aequinoctialis); el boyero cacique (Cacicus haemorrhous); el chingolo (Zonotrichia capensis); la brasita de fuego (Coryphospingus cucullatus); los fruteros overo (Cissopis leverianus) y corona amarilla (Trichothraupis melanops); el celestino común (Thraupis sayaca) y los ticoticos ocráceo (Anabacerthia lichtensteini) y cabeza negra (Philydor atricapillus)	son algunos de los variados passeriformes que habitan la zona.